# Гурк (Каринтия)
Гурк (на немски: Gurk; на словенски: Krka, Крка) е община във федералната провинция Каринтия в Австрия с 1273 жители (1 януари 2016).
Света Хемма фон Гурк основава в Гурк през 1043 г. женски манастир.
Известен е като бивше седалище на епархия Гурк от 1072 г. и с романската катедрала от 1140 г.